# Beatriz Zaneratto João
Beatriz Zaneratto João (* 17. Dezember 1993 in Araraquara, São Paulo) ist eine brasilianische Fußballnationalspielerin.

## Karriere

### Verein
Bia spielte schon als Kind Schulfußball in ihrer Heimatstadt. Als Dreizehnjährige wurde sie 2007 in die Nachwuchsförderung des lokalen Traditionsclubs Ferroviária aufgenommen und schon im Folgejahr wurde sie erstmals in die Jugendauswahlmannschaft Brasiliens berufen. Mit ihrer Teamkollegin von Acadêmica Vitória Thaisinha wechselte Bia im Frühjahr 2013 zu den Incheon Hyundai Steel Red Angels in die südkoreanische WK-League, wo sie bis 2019 mit anhaltendem Erfolg aktiv war. Am 12. Februar 2020 wurde ihr Wechsel zur SE Palmeiras nach São Paulo bekannt gegeben.

### Nationalmannschaft
Zwischen 2008 und 2010 gehörte Bia dem Nachwuchskader der U-17-Nationalmannschaft an, mit dem sie an den Südamerikameisterschaften in Chile (2008) und Brasilien (2010), sowie an den Weltmeisterschaften in Neuseeland (2008) und auf Trinidad & Tobago (2010) teilnehmen konnte. 2012 gehörte sie der U-20-Auswahl an, mit der sie die Südamerikameisterschaft im eigenen Land (2012) gewonnen und an der Weltmeisterschaft in Japan (2012) teilgenommen hat.
Ihren Einstand im A-Kader der Nationalmannschaft gab Bia bereits am 14. Mai 2011 mit siebzehn Jahren in einem Freundschaftsspiel gegen Chile in Maceió. Von Nationaltrainer Kleiton Lima wurde sie dabei sofort in der Startaufstellung berücksichtigt. Bei der Weltmeisterschaft in Deutschland 2011 wurde sie im Vorrundenspiel gegen Äquatorialguinea am 6. Juli in Frankfurt am Main eingewechselt. Zu einer festen Größe in der Selecão feminino avancierte Bia allerdings erst ab 2014, auch wenn sie für die Südamerikameisterschaft in Ecuador 2014 nicht berücksichtigt wurde. Bei der Weltmeisterschaft in Kanada 2015 kam sie durch eine Einwechslung am 17. Juni gegen Costa Rica zu einem Einsatz.
Bei der Südamerikameisterschaft 2018 in Chile wurde Bia mit sechs Toren in fünf Einsätzen die beste Torschützin des brasilianischen Kaders.
Am 26. Juli 2022 bestritt sie beim 2:0-Sieg gegen Paraguay im Halbfinale der Copa América der Frauen 2022 ihr 100. Länderspiel, gab die Vorlage zum 1:0 und erzielte das Tor zum 2:0-Endstand.

## Erfolge
Nationalmannschaft:
- Südamerikameisterin: 2018
- Siegerin des Vier-Nationen-Turniers in Brasilien: 2012, 2014, 2015, 2016
- Siegerin des Vier-Nationen-Turniers in China: 2017
- U-20-Südamerikameisterin: 2012
- U-17-Südamerikameisterin: 2010

Santos FC:
- CONMEBOL Copa Libertadores: 2010
- Staatsmeisterin von São Paulo: 2010

Acadêmica Vitória:
- Staatsmeisterin von Pernambuco: 2012

Incheon Red Angels:
- Südkoreanische Meisterin: 2013, 2014, 2015, 2016, 2017, 2018, 2019

Palmeiras São Paulo:
- CONMEBOL Copa Libertadores: 2022
- Staatsmeisterin von São Paulo: 2022

## Auszeichnungen
- Torschützenkönigin der brasilianischen Série A1: 2021 (13 Tore)
- Torschützenkönigin der südkoreanischen WK-League: 2017 (24 Tore), 2018 (19 Tore), 2019 (16 Tore)
- Bola de Ouro: 2021
- Prêmio Craque do Brasileirão:
  - Beste Spielerin: 2021
  - Mannschaft des Jahres: 2021, 2022[2]
- Bola de Prata – Mannschaft des Jahres: 2022[3]